# شويتشي يوشيدا
شويتشي يوشيدا (باليابانية: 吉田修一) (14 سبتمبر 1968، ناغاساكي في اليابان)؛ كاتِب، سيناريست وروائي ياباني. درس في جامعة هوساي.

## الجوائز
- جائزة أكوتاغاوا

## روابط خارجية
- شويتشي يوشيدا على موقع IMDb (الإنجليزية)
- شويتشي يوشيدا على موقع قاعدة بيانات الفيلم (الإنجليزية)